# Euodynerus geometricus
Euodynerus geometricus är en stekelart som först beskrevs av Giordani Soika 1940.  Euodynerus geometricus ingår i släktet kamgetingar, och familjen Eumenidae. Utöver nominatformen finns också underarten E. g. steinkopfi.